# NGC 7135
NGC 7135 (również PGC 67425) – galaktyka eliptyczna (E-S0), znajdująca się w gwiazdozbiorze Ryby Południowej. Odkrył ją John Herschel 23 września 1834 roku. Jest to galaktyka z aktywnym jądrem.